# Katholisches Jugendheim (Immigrath)

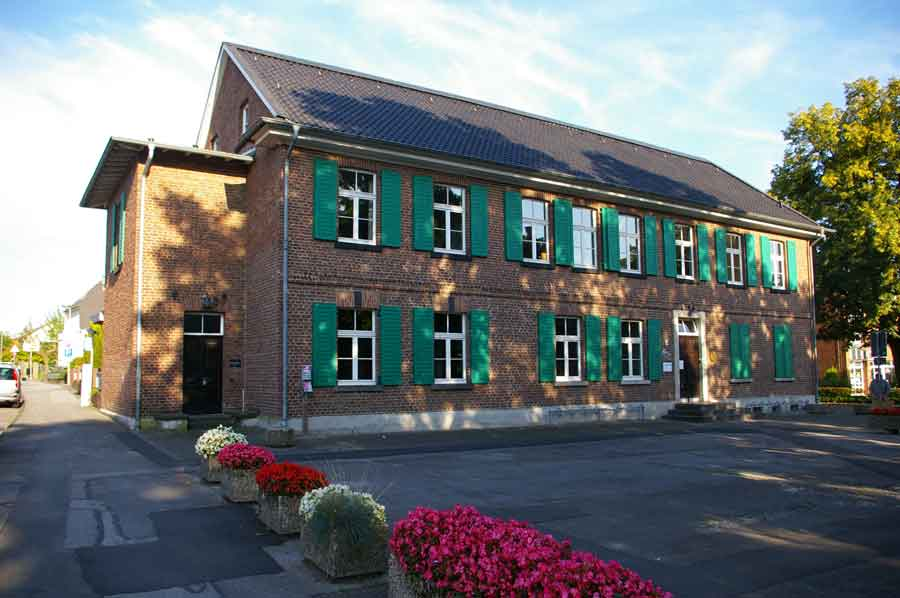
Schulgebäude bis 1914

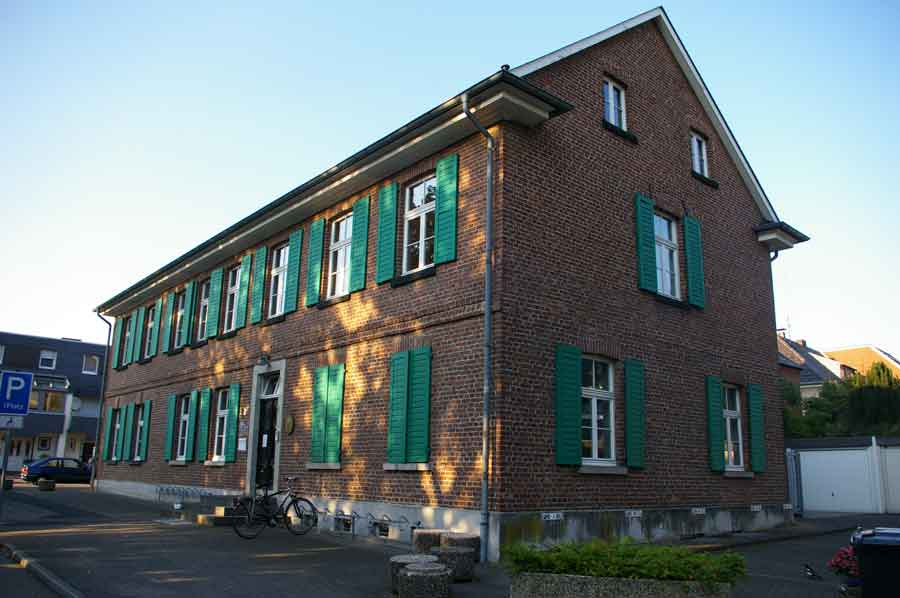
Heute Jugendheim

Das Katholische Jugendheim (Immigrath) ist eine ehemalige Schule in Immigrath, einem Stadtteil der Stadt Langenfeld und steht seit 1990 unter Denkmalschutz.

## Lage und Beschreibung
Das katholische Jugendheim liegt an der Ecke Johannesstraße und der Josefstraße hinter der Kirche St. Josef. Es trägt die Anschrift Josefstraße 2. Bei dem Gebäude handelt es sich um ein zweigeschossiges Backstein-Gebäude mit Satteldach. An der Nordseite ist ein Treppenhaus angebaut, welches in die ehemaligen Schulmeisterwohnungen führte. In diesem Bereich ist heute der Adolf-Kolping-Raum untergebracht, der vom Kolpingwerk, den christlichen Gewerkschaften, der Christlich-Demokratischen Arbeitnehmerschaft und anderen, der Kirche nahestehenden Vereinigungen als Versammlungsraum genutzt wird.

## Geschichte
1839 wurde das Haus als einstöckiger Bau mit Klassenzimmer und einer Lehrerwohnung errichtet. Im Jahre 1875 erfolgte eine Erweiterung zu einer vierklassigen Schule mit zwei Dienstwohnungen. Im Zuge dieses Ausbaus erhielt die ehemalige Schule ihr heutiges Aussehen als zweigeschossiger Backsteinbau. 1880 fanden in dem Gebäude die Gründungsversammlungen zur Einrichtung der Pfarrgemeinde St. Josef statt, die in den Bau der Kirche St. Josef, einer neoromanischen Backsteinbasilika, einmündeten. Mit Einweihung der heutigen Metzmacher-Schule am 15. März 1914 wurde die Schule in das heutige Jugendheim der Pfarre St. Josef umgewidmet.